# John Scott Burdon-Sanderson

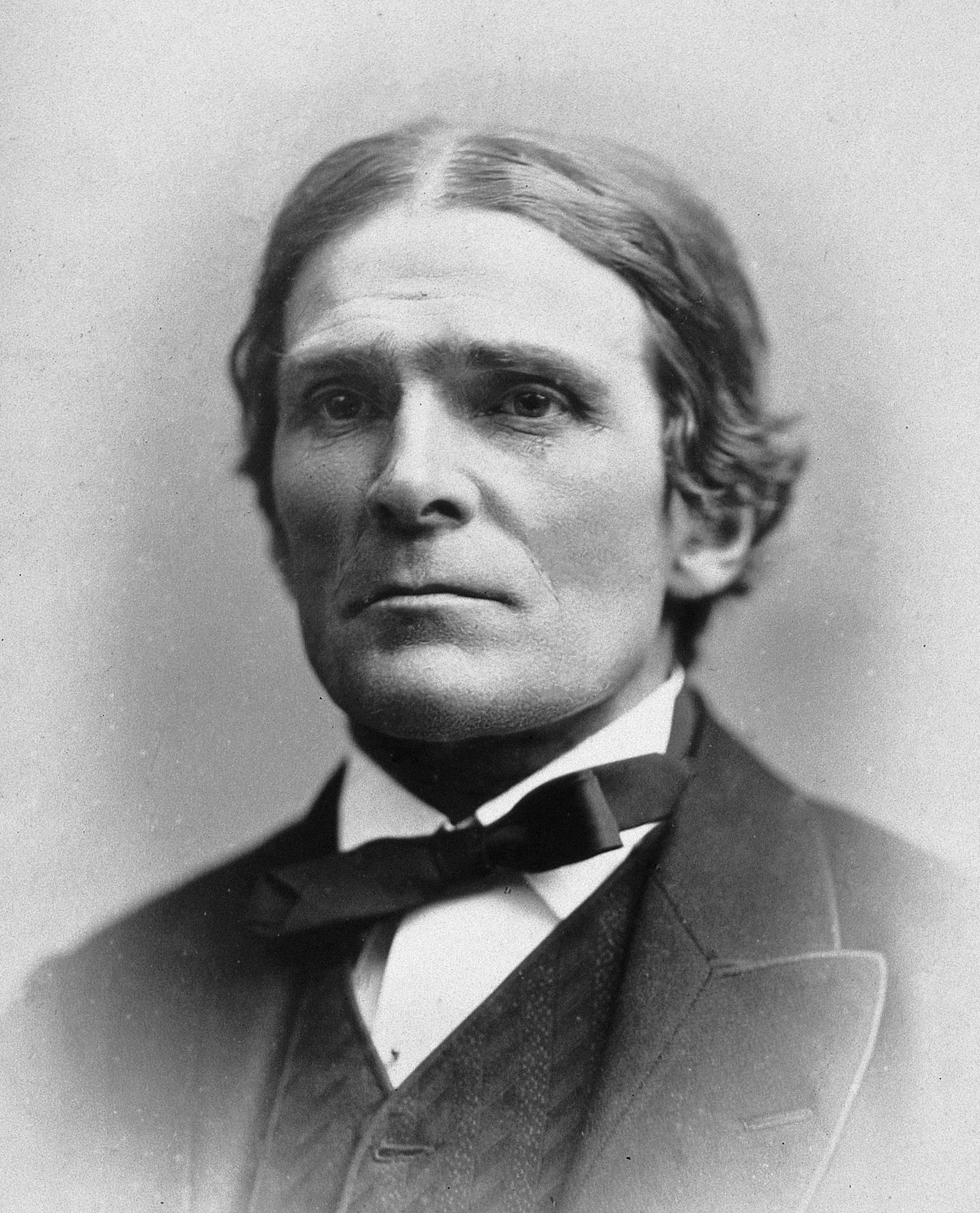
John Burdon-Sanderson, 1881

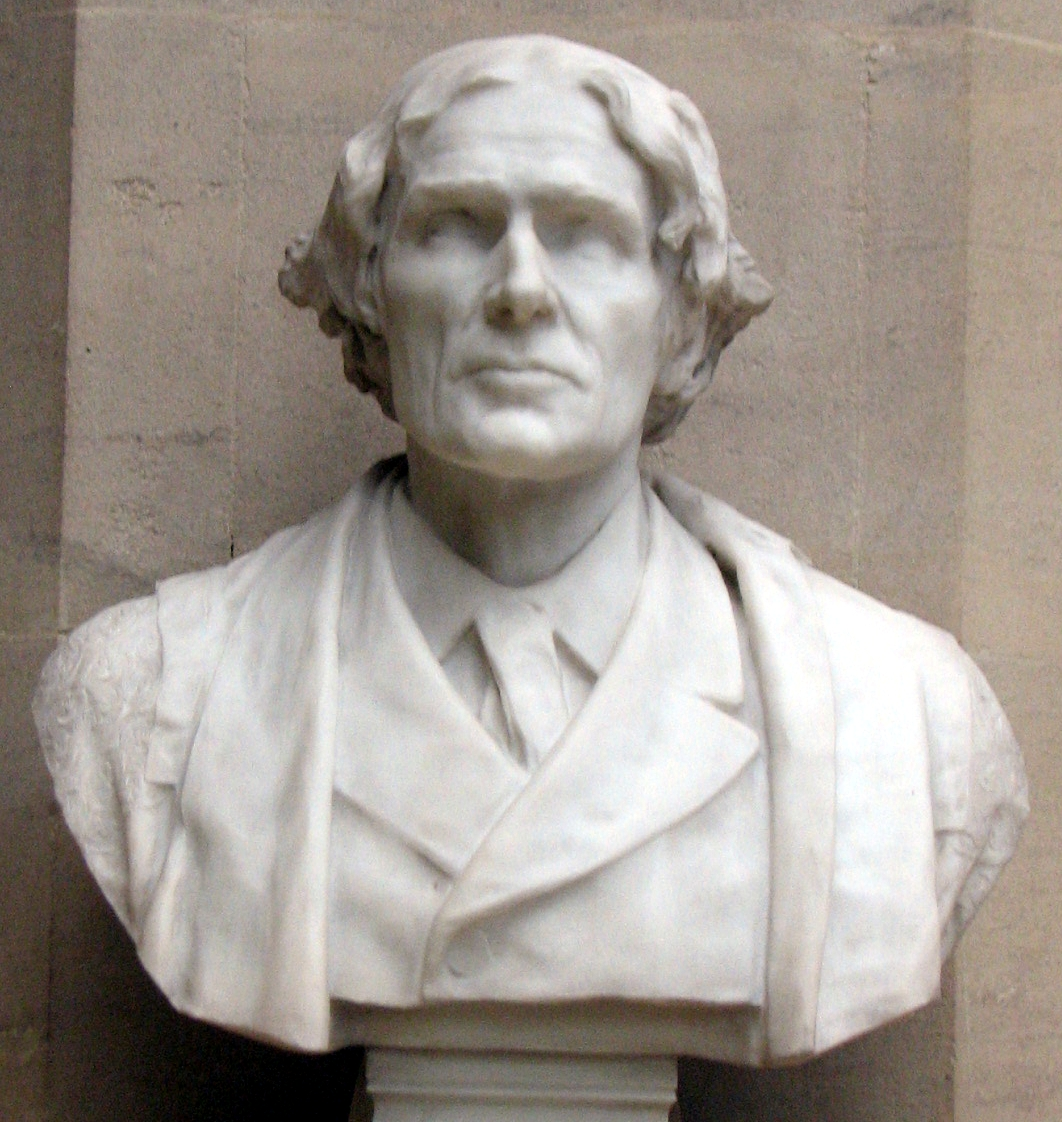
Büste von Burdon-Sanderson im Oxford University Museum of Natural History

Sir John Scott Burdon-Sanderson, 1. Baronet (* 21. Dezember 1828 in Jesmond nahe Newcastle upon Tyne, England; † 23. November 1905 in Oxford) war ein englischer Physiologe.

## Leben und Wirken
Burdon-Sanderson studierte ab 1847 Medizin an der Universität Edinburgh, das er 1851 mit der Promotion zum M. D. abschloss. Danach folgte das Studium der Chemie bei Charles Frédéric Gerhardt und Charles Adolphe Wurtz in Paris und das Hören von Vorlesungen bei Claude Bernard.
Er wurde 1854 Medical Registrar am St Mary’s Hospital in der Praed Street in London. 1856 bis 1867 war er Medical Officer of Health for Paddington. 1860 erhielt er den Titel eines Inspector am Medical Department.
1870 wurde er Professor für praktische Physiologie und Histologie am University College London als Nachfolger von Michael Foster. Von 1874 bis 1883 war er dort Jodrell Professor of Human Physiology als Nachfolger von William Sharpey. Von 1871 bis 1878 war Burdon-Sanderson professor superintendent der neu eingerichteten Brown Institution, des ersten Laboratoriums für Pathologie in England.
1882 wurde er Waynflete Professor für Physiologie an der Universität Oxford; von 1895 bis 1904 war er dort Regius Professor für Medizin. 1893 wurde er Präsident der British Association for the Advancement of Science.
Burdon-Sanderson starb am 23. November 1905 in Oxford. Er wurde am Wolvercote Cemetery in Wolvercote, einem Vorort von Oxford, bestattet. Da seine 1853 geschlossene Ehe mit Ghetal Herschell (1833–1909) kinderlos blieb, erlosch sein Adelstitel mit seinem Tod.

## Ehrungen
1867 wurde er als Mitglied („Fellow“) in die Royal Society aufgenommen, die ihm 1883 die Royal Medal verlieh. Zweimal (1874–1875 und nochmals 1894–1895) war er Vizepräsident dieser Gesellschaft. Die Royal Society of Edinburgh nahm ihn 1884 als Ehrenmitglied (Honorary Fellow) auf. 1899 wurde ihm der erbliche Adelstitel Baronet, of Banbury Road in the Parish of Saint Giles in the City of Oxford, verliehen. 1900 wurde er als korrespondierendes Mitglied in die Académie des sciences sowie in die Königlich Preußische Akademie der Wissenschaften gewählt. Er war auch Mitglied des Royal College of Physicians.

## Werke
- John Scott Burdon-Sanderson, E. Klein, Michael Foster & T. Lauder Brunton (1873): Handbook for the Physiological Laboratory. London
- John Scott Burdon-Sanderson (1875): Remarks in the Discussion on the Germ Theory of Disease. Transactions of the Pathological Society 26: 284–289
- John Scott Burdon-Sanderson (1875): The Occurrence of Organic Forms in Connection with Contagious and Infective Diseases. British Medical Journal 1: 69–71, 199–201, 403–405, 435–437
- John Scott Burdon-Sanderson (1882): On the Electromotive Properties of the Leaf of Dionaea in the Excited and Unexcited States [1881]. Philosophical Transactions of the Royal Society 173: 1–55